# 大梅法常
大梅法常（752年—839年） 唐朝明州（今浙江寧波）大梅山（浙江省鄞縣）法常禪師，俗姓鄭，湖北襄陽人。幼年出家於荊州玉泉寺，年二十於龍興寺受具足戒；法嗣於馬祖道一。 唐文宗開成四年（公元839年）禪坐入寂，春秋八十八，戒臘六十九。一個月後，舉火闍維，焚於南澗。火化後，其舍利五色璨然而圓潤。  世稱大梅和尚，習稱大梅法常。 

## 師承
- 馬祖道一

## 著作
法常禪師語錄，門人輯為《明州大梅山常禪師語錄》，中國不傳，日本金澤文庫藏有舊抄本，今存稱名寺，日本學者日置孝彥撰《明州大梅山常禪師語錄之相關考察》有校錄本。 

## 外部連結
- 〖大梅法常〗 （页面存档备份，存于）